# Bernd Dittert
Bernd Dittert (Genthin, 6 de febrero de 1961) es un deportista alemán que compitió para la RDA en ciclismo en las modalidades de pista y ruta, especialista en las pruebas de persecución y contrarreloj.
Participó en dos Juegos Olímpicos de Verano, obteniendo una medalla de oro en Barcelona 1992, en la prueba de contrarreloj por equipos, y una medalla de bronce en Seúl 1988, en la prueba de pista de persecución individual.
Ganó cuatro medallas en el Campeonato Mundial de Ciclismo en Pista entre los años 1981 y 1986. En carretera obtuvo una medalla de plata en el Campeonato Mundial de Ciclismo en Ruta de 1991, en la contrarreloj por equipos.

## Medallero internacional

### Ciclismo en pista
| Representando a la RDA |                                   |                   |                             |
| Juegos Olímpicos       |                                   |                   |                             |
| Año                    | Lugar                             | Medalla           | Competición                 |
| 1988                   | Seúl (Corea del Sur)              | Medalla de bronce | Persecución individual      |
| Campeonato Mundial     |                                   |                   |                             |
| Año                    | Lugar                             | Medalla           | Competición                 |
| 1981                   | Brno (Checoslovaquia)             | Medalla de oro    | Persecución por equipos (A) |
| 1983                   | Zúrich (Suiza)                    | Medalla de plata  | Persecución individual (A)  |
| 1983                   | Zúrich (Suiza)                    | Medalla de plata  | Persecución por equipos (A) |
| 1986                   | Colorado Springs (Estados Unidos) | Medalla de plata  | Persecución por equipos (A) |

### Ciclismo en ruta
| Representando a Alemania |                      |                  |                          |
| Juegos Olímpicos         |                      |                  |                          |
| Año                      | Lugar                | Medalla          | Competición              |
| 1992                     | Barcelona (España)   | Medalla de oro   | Contrarreloj por equipos |
| Campeonato Mundial       |                      |                  |                          |
| Año                      | Lugar                | Medalla          | Competición              |
| 1991                     | Stuttgart (Alemania) | Medalla de plata | Contrarreloj por equipos |

## Palmarés en ruta
- 1983

Vencedor de una etapa en el Tour de Olympia
Vencedor de una etapa en el Tour de Loir-et-Cher
- 1984

Vencedor de una etapa en la Vuelta a la Baja Sajonia
- 1986

1º en el Tour de Olympia y vencedor de una etapa
Vencedor de dos etapas en la Vuelta a la Baja Sajonia
- 1987

Vencedor de una etapa en el Tour de Olympia
Vencedor de una etapa en el Tour de Polonia
- 1990

 Campeón de Alemania en Contrarreloj por equipos (con Wolfgang Lötzsch, Mario Hernig y Patrick Lahmer)
- 1992

 Medalla de oro en los Juegos Olímpicos en Contrarreloj por equipos (con Uwe Peschel, Michael Rich y Christian Meyer)

## Palmarés en pista
- 1981

 Campeón del mundo de Persecución por equipos (con Mario Hernig, Gerald Mortag, Carsten Wolf y Volker Winkler)
 Campeón de la RDA en Persecución por equipos
- 1982

 Campeón de la RDA en Persecución
 Campeón de la RDA en Persecución por equipos
- 1983

 Campeón de la RDA en Persecución
- 1984

Medalla de oro los Juegos de la Amistad en Persecución por equipos (con Detlef Macha, Axel Grosser y Volker Winkler)
- 1986

 Campeón de la RDA en Persecución
- 1987

 Campeón de la RDA en Persecución
- 1988

 Medalla de bronze en los Juegos Olímpicos en Persecución individual
 Campeón de la RDA en Persecución